# Szamothraké
Szamothraké (görög írással Σαμοθράκη [Szamothráki], törökül Semadirek) sziget Görögországban, az Égei-tengerben.

## Fekvése
A Trák-tengerben, az Égei-tenger északkeleti részén, Trákia déli partján, a törökországi szárazföldtől 36 km-re délnyugatra fekszik. A legközelebbi görög szárazföld a Marica deltatorkolata 41 km-re északkeletre. A törökországi Gallipoli félszigettől 46 km-re nyugatra van.
Legközelebbi szomszédja a török Gökçeada (Imbrosz) sziget 25 km-re délkeletre; további szomszédai a görög Limnosz 41 km-re délnyugatra, az ugyancsak görög Thászosz pedig 58 km-re északnyugatra. A szárazföldi Alexandrúpoli várostól 43 km-re délre található, és kompjárat köti össze vele.
Területe 180,364 km².
A domborzatot meghatározója a Fengari (Φεγγάρι Όρος) avagy Száosz (Σάος) nevű hegytömb, melynek legmagasabb pontja a Marmara (Μαρµαρά) (1611  m).

## Legnagyobb települések
| Név              | Lakosság (fő, 2011) |
| ---------------- | ------------------- |
| Kamariotissza    | 1069                |
| Szamothraké      | 653                 |
| Lakkoma          | 317                 |
| Alonia           | 291                 |
| Profitisz Iliasz | 189                 |

## Híres emberek
Itt született Arisztarkhosz ókori nyelvész.

## Képek

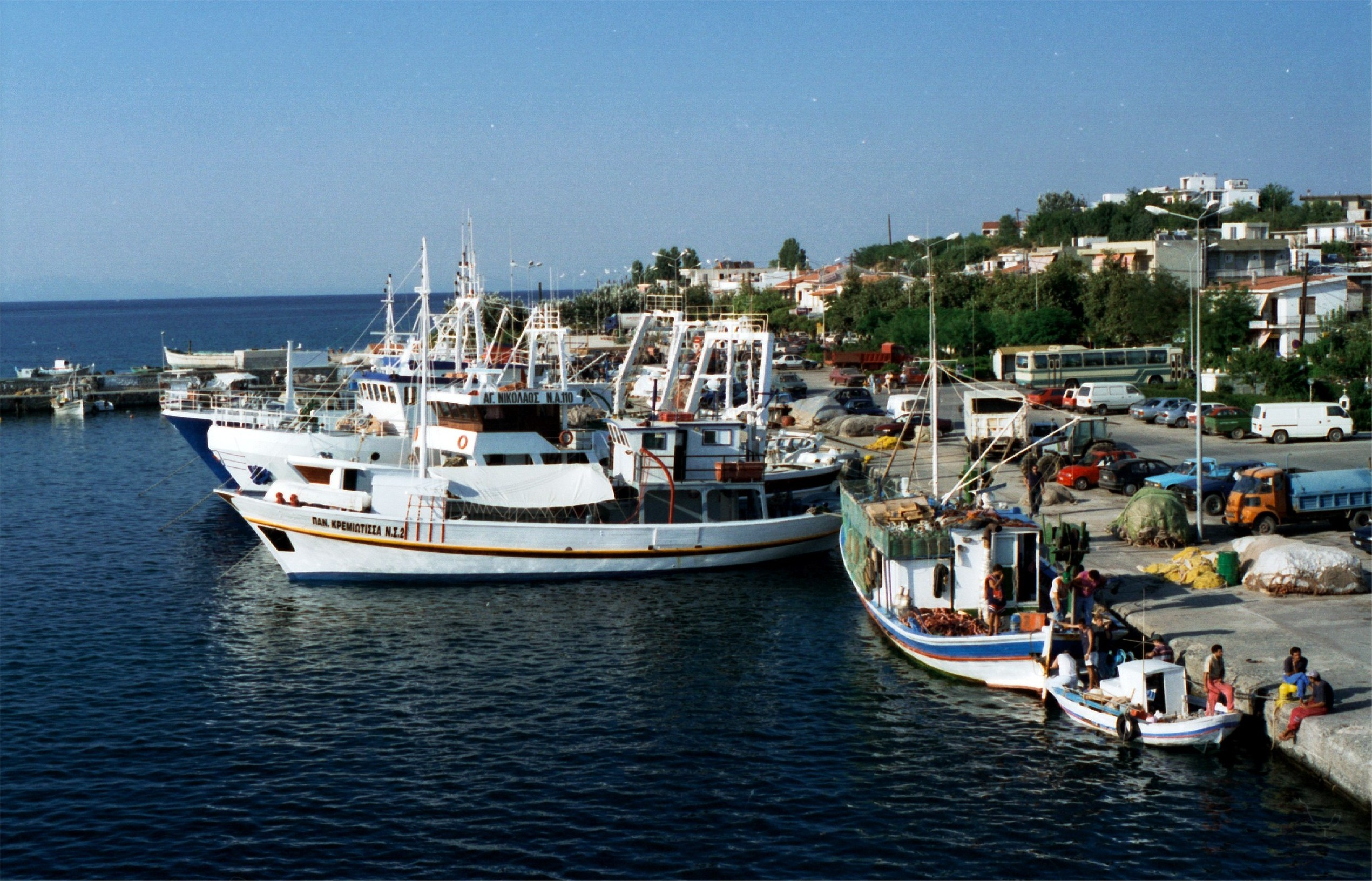
Kamariotissza kikötője
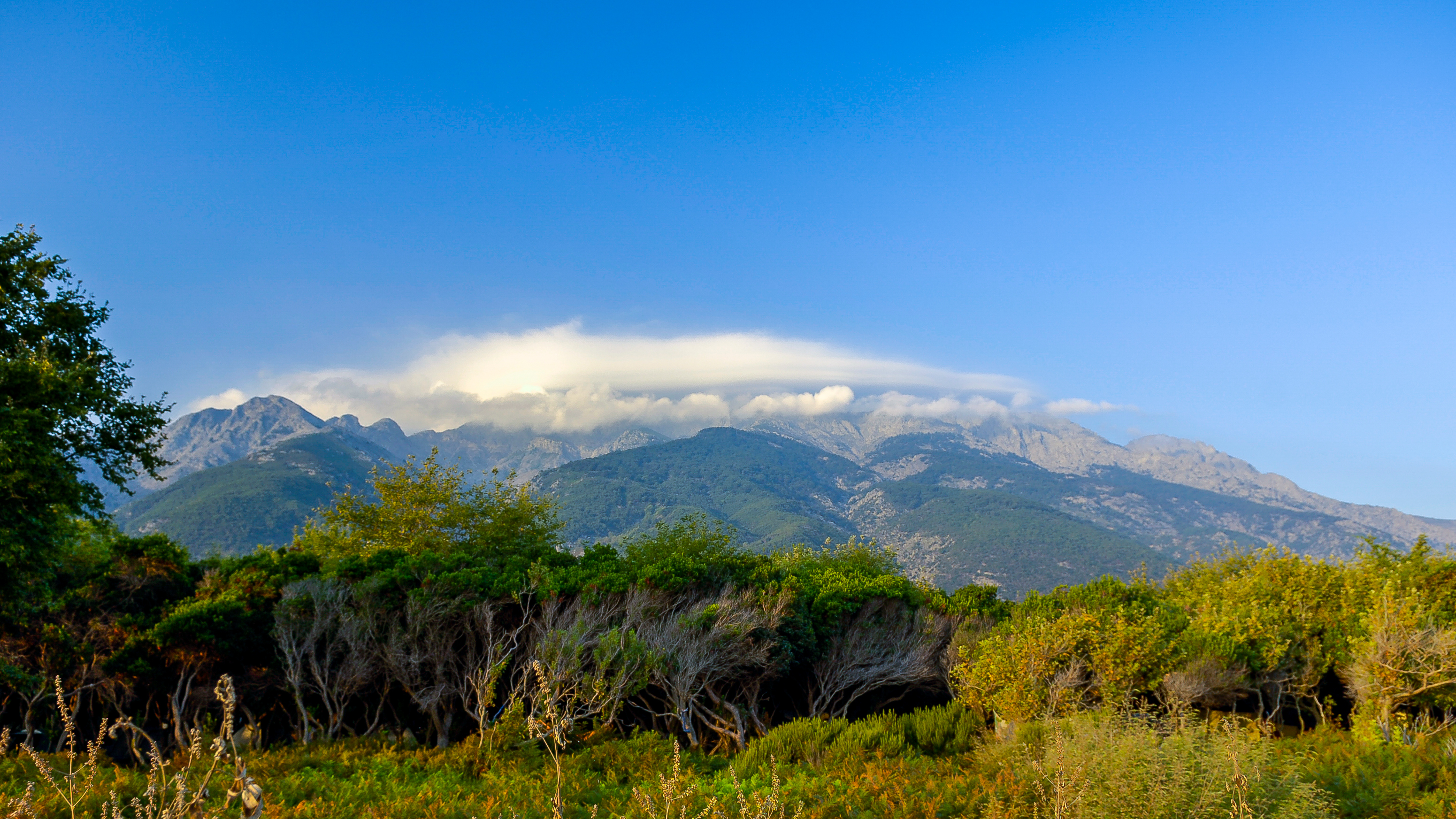
A Fengari avagy Száosz-hegy
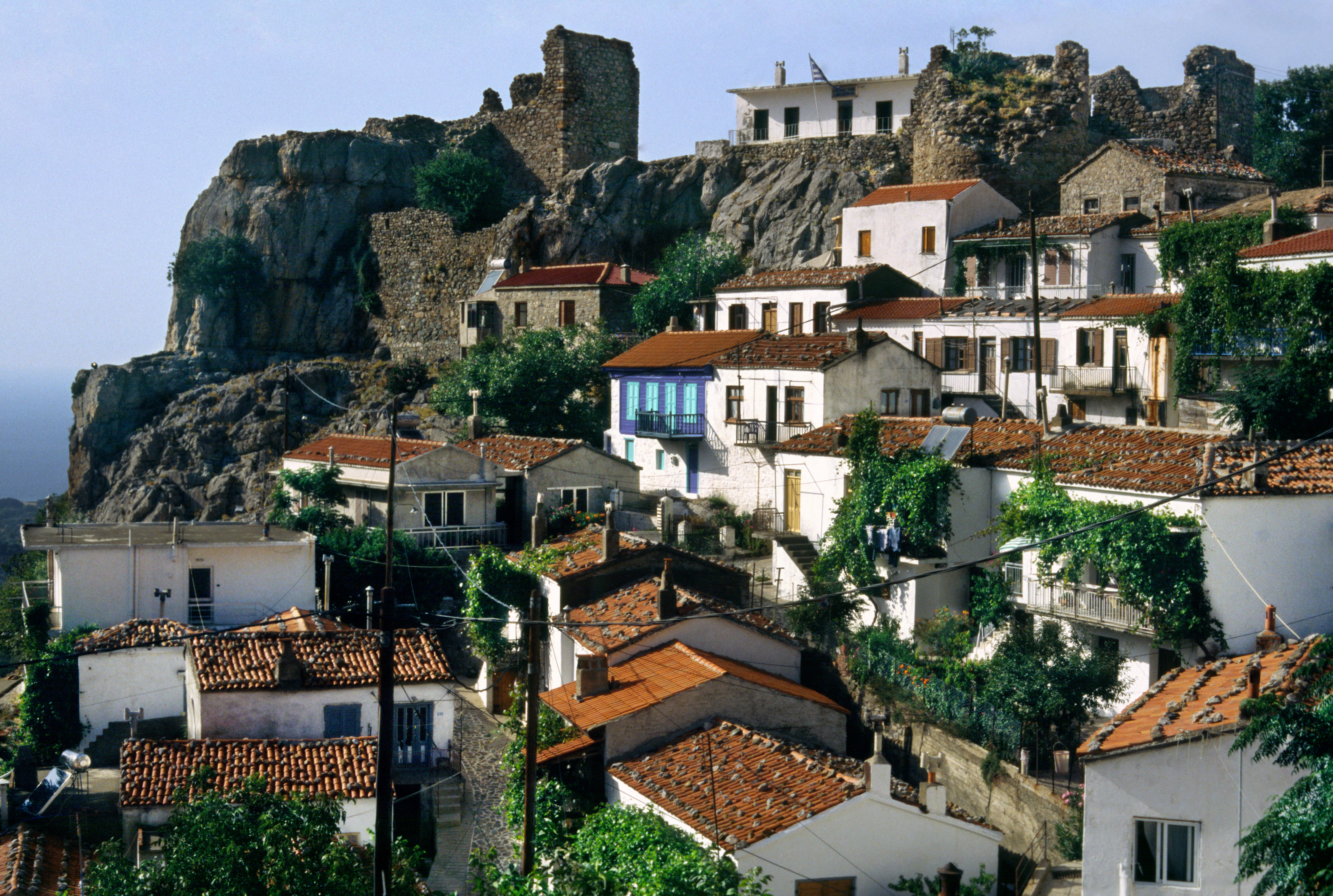
Szamothraké falu
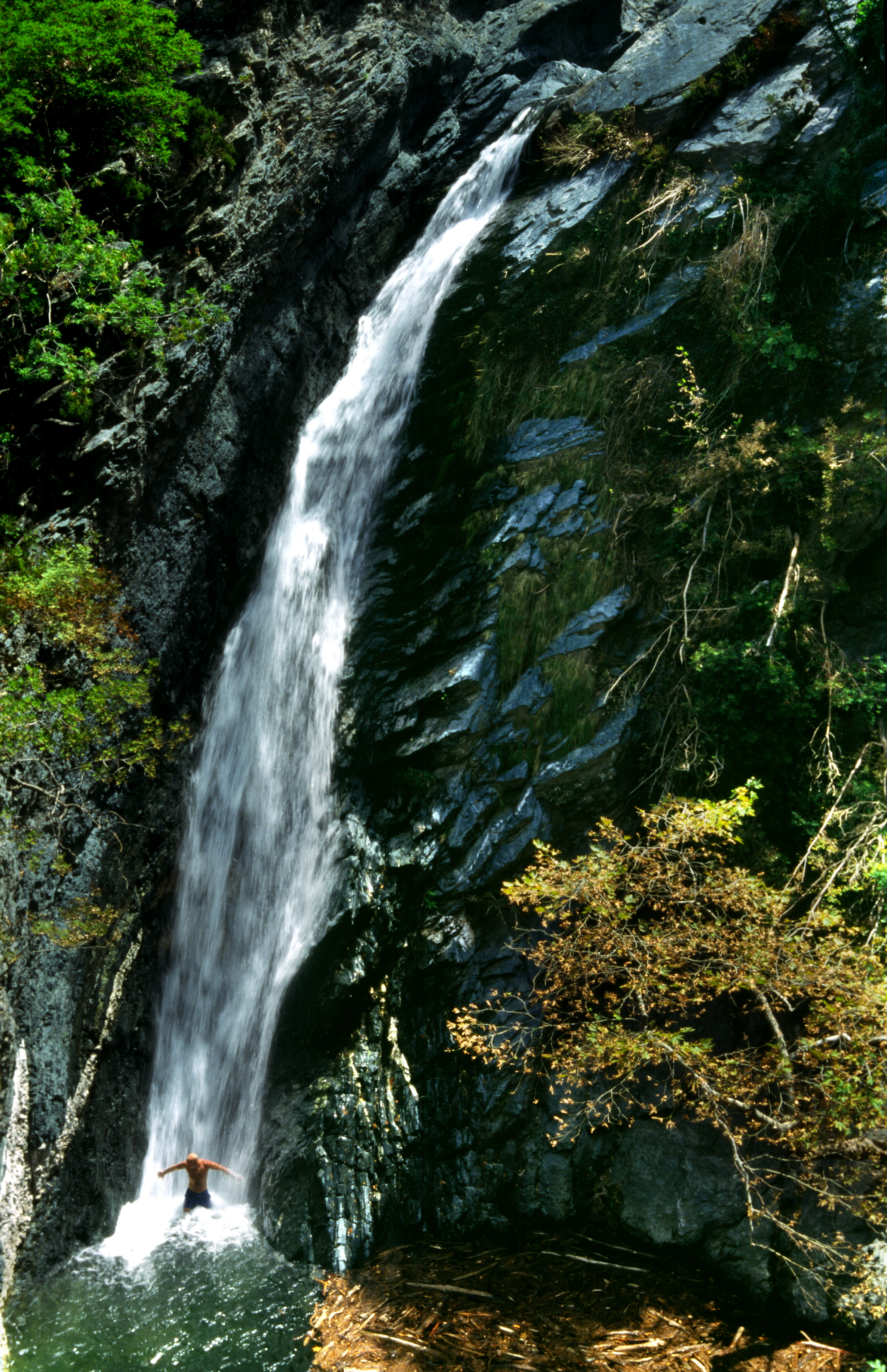
Fionasz-vízesés
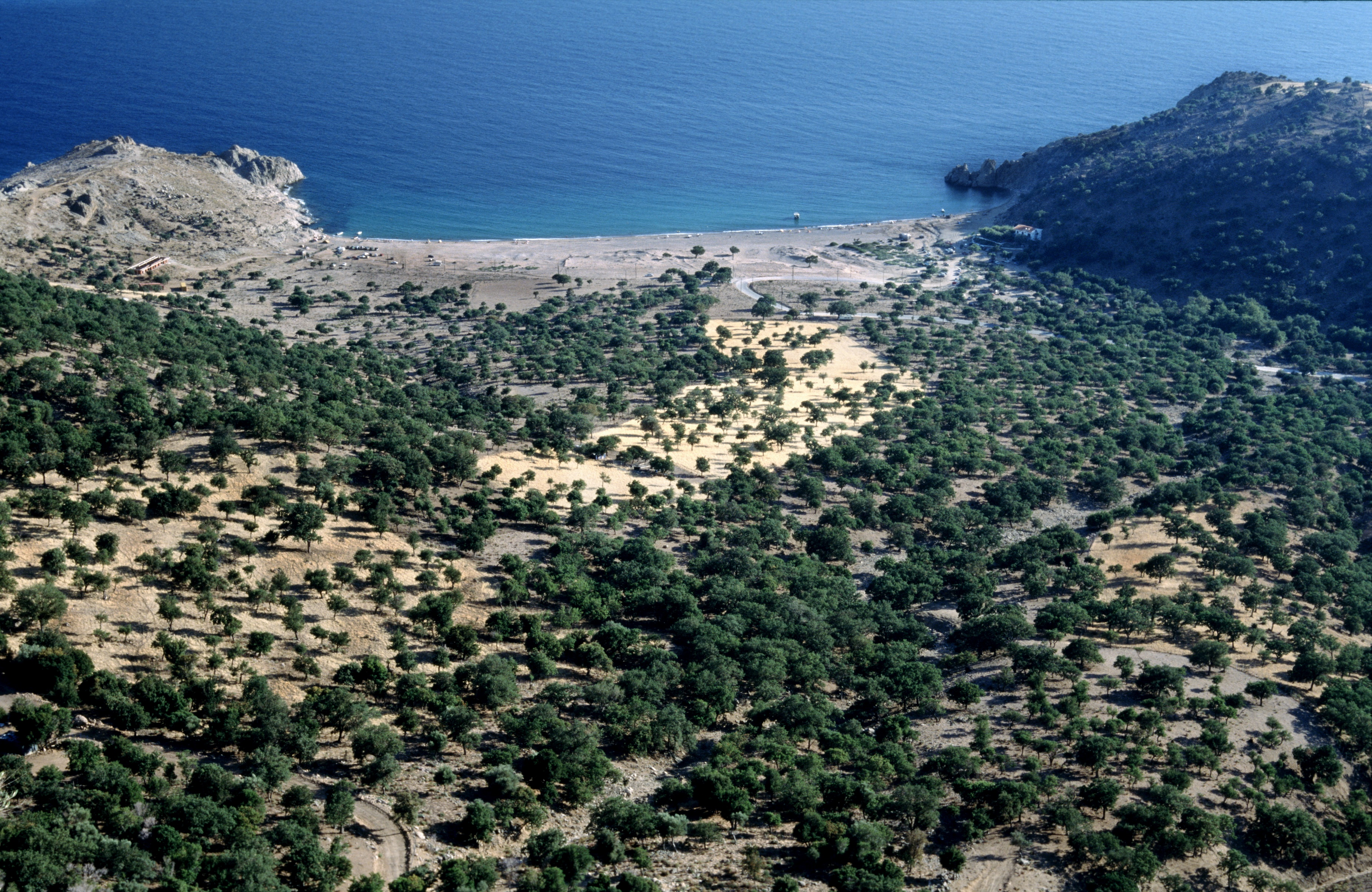
Strand
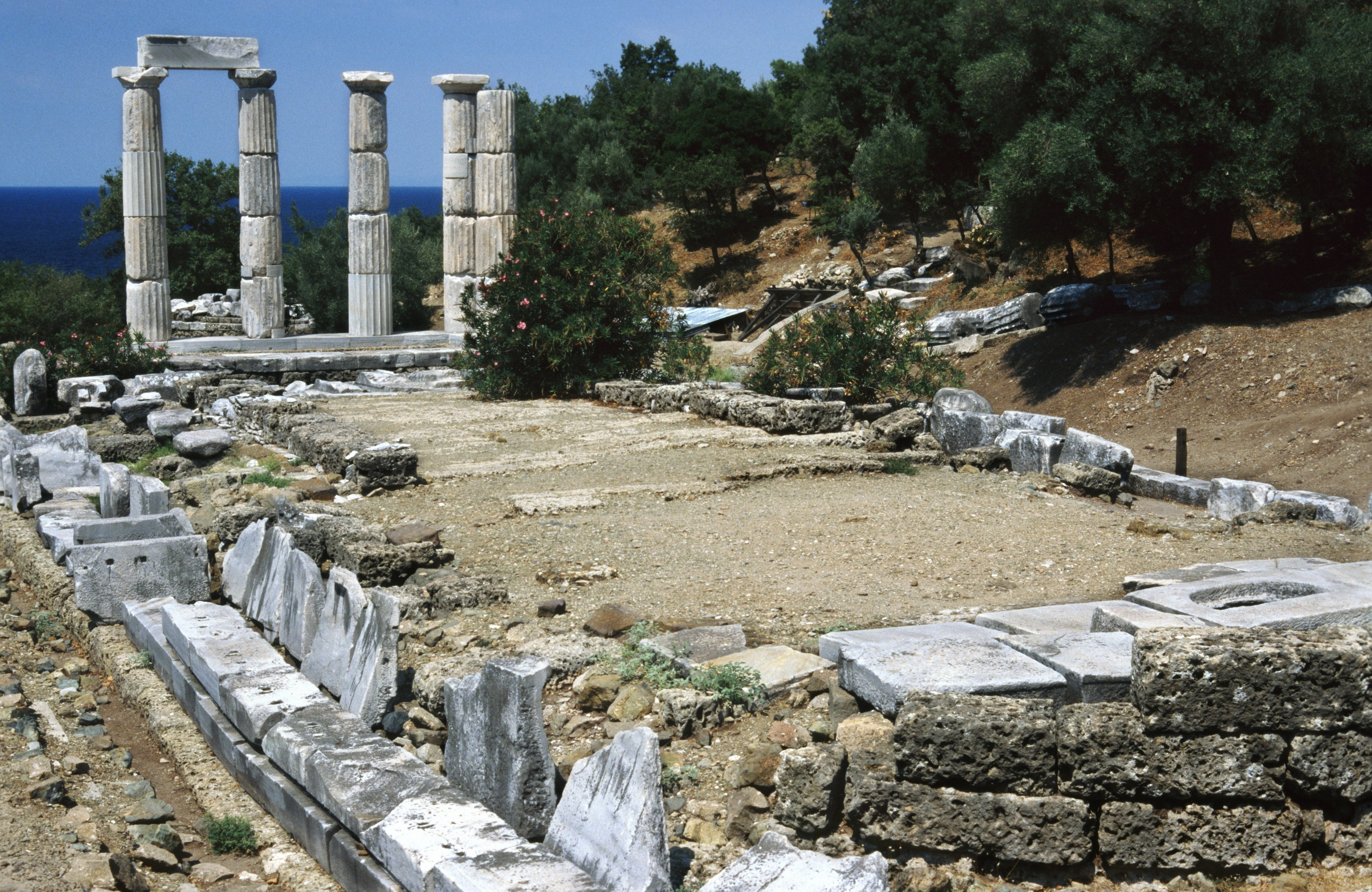
A Nagy Istenek szentélye, Palaiopolisz
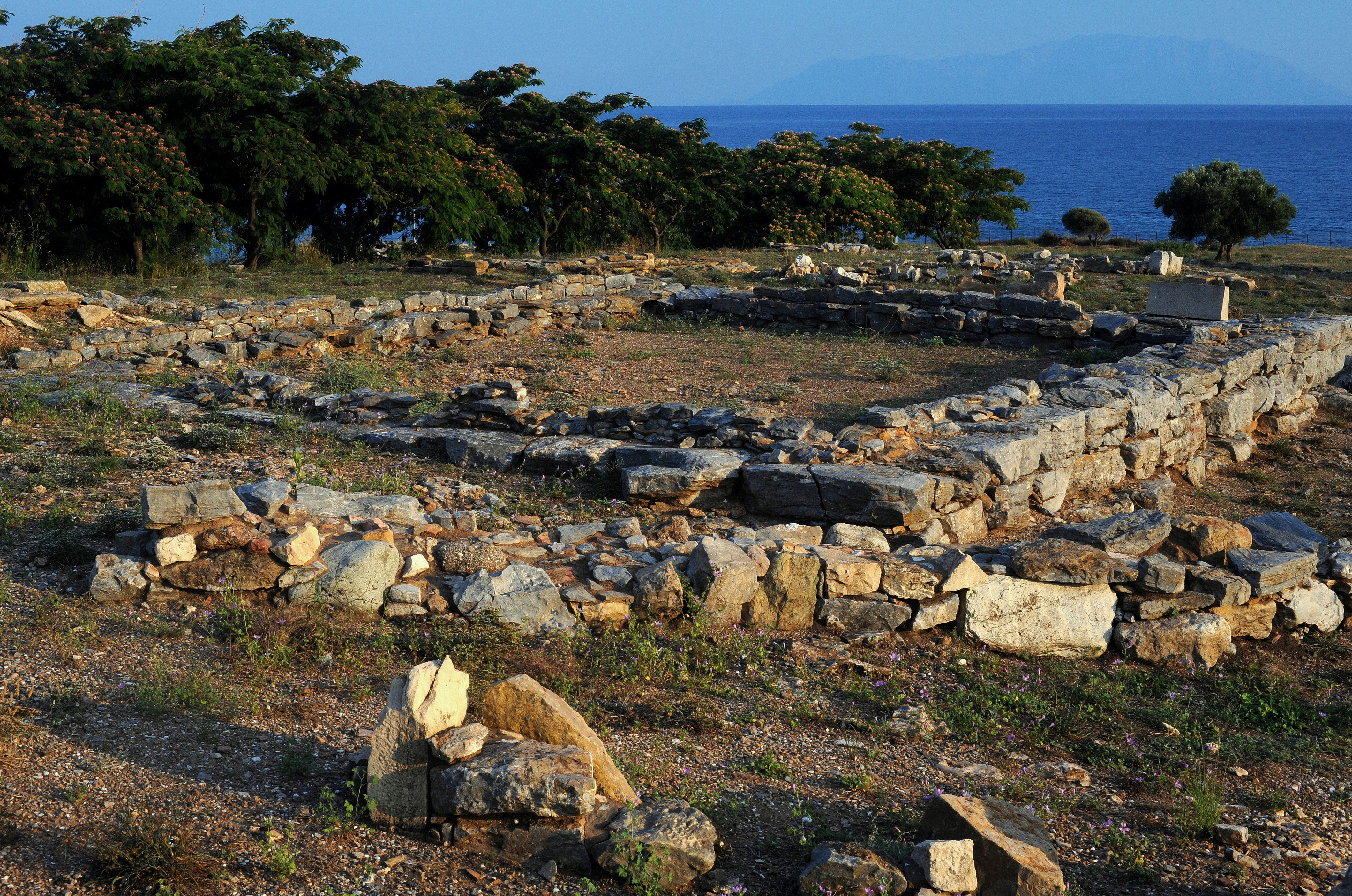
Apollón-templom maradványa az i. e. 6. századból
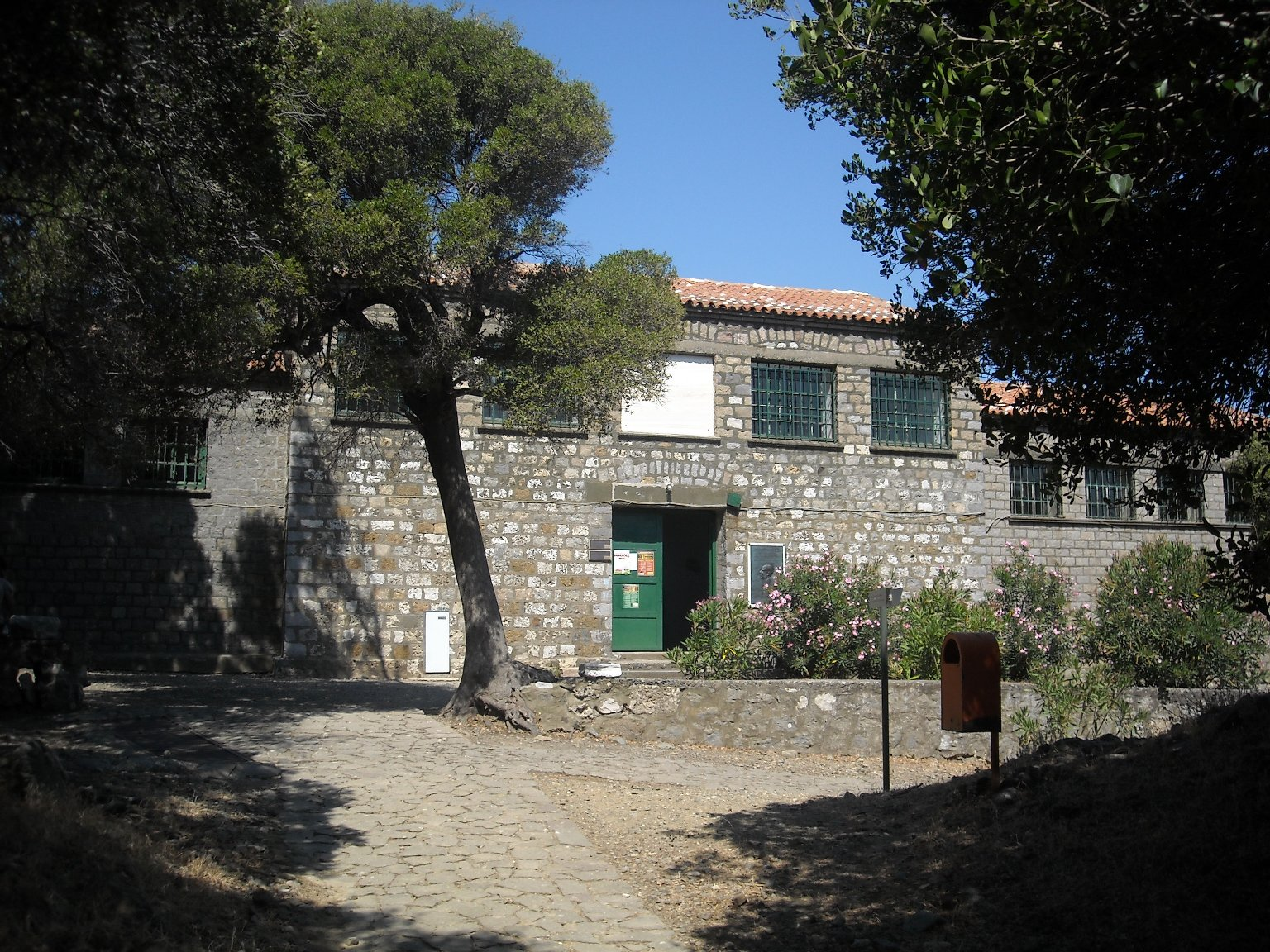
Régészeti múzeum
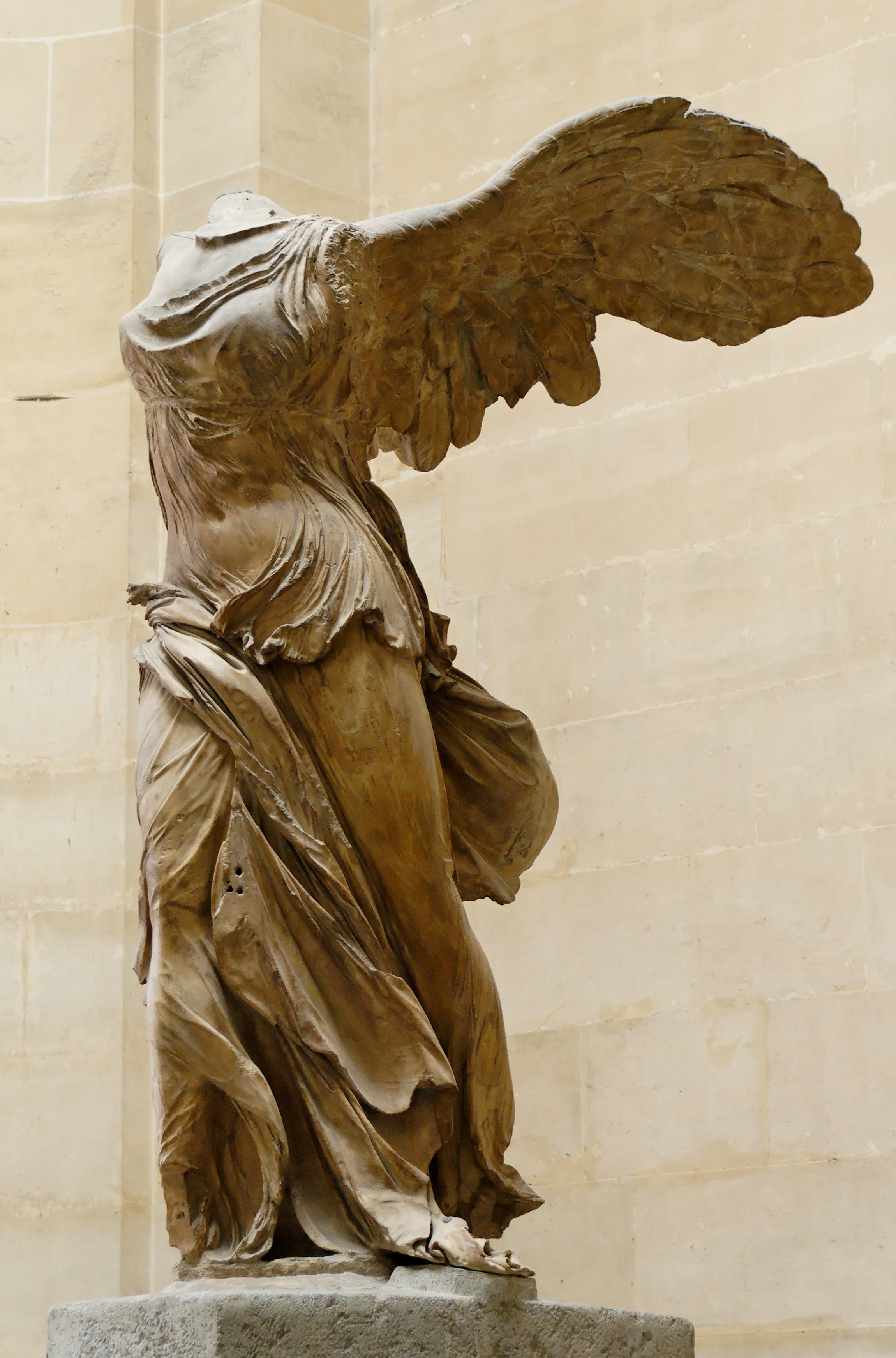
Szamothrakéi Niké

## Külső hivatkozások
- Hivatalos honlap Archiválva 2018. október 5-i dátummal a Wayback Machine-ben (görögül)